# Wilhelm Solf
Wilhelm Heinrich Solf (Berlino, 5 ottobre 1862 – Berlino, 6 febbraio 1936) è stato un politico e diplomatico tedesco.
Solf fu governatore di Samoa, segretario di Stato delle colonie e segretario di Stato degli esteri.

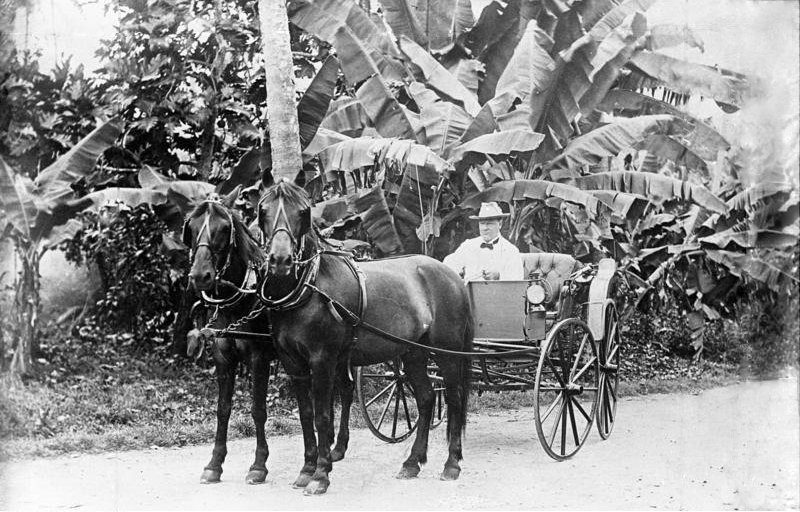
Solf nelle Samoa tedesche, 1910.